# Vršovická pohádková stezka
Vršovická pohádková stezka je naučná stezka na území vesnice Vršovice v okrese Opava v Moravskoslezském kraji. Geograficky se nachází v Přírodním parku Moravice v pohoří Vítkovská vrchovina v Horním Slezsku.

## Historie a popis
Naučná stezka Vršovická pohádková stezka vede obloukem po polní cestě kolem bezejmenného kopce na kterém je vyhlídka, kaple Panny Marie Sedmibolestné a Bylinková zahrádka. Tématem naučné stezky jsou místní pohádky. Stezka byla slavnostně otevřena dne 2. července 2021 a začíná a končí ve Vršovicích. Má 9 zastavení s informačními panely. Na každém informačním panelu je vždy umístěna jedna místní pohádka s obrázkem. Stezka má délku cca 1,5 km a je vhodná i pro treková kola.

## Další informace
Stezka je celoročně volně přístupná.

## Galerie

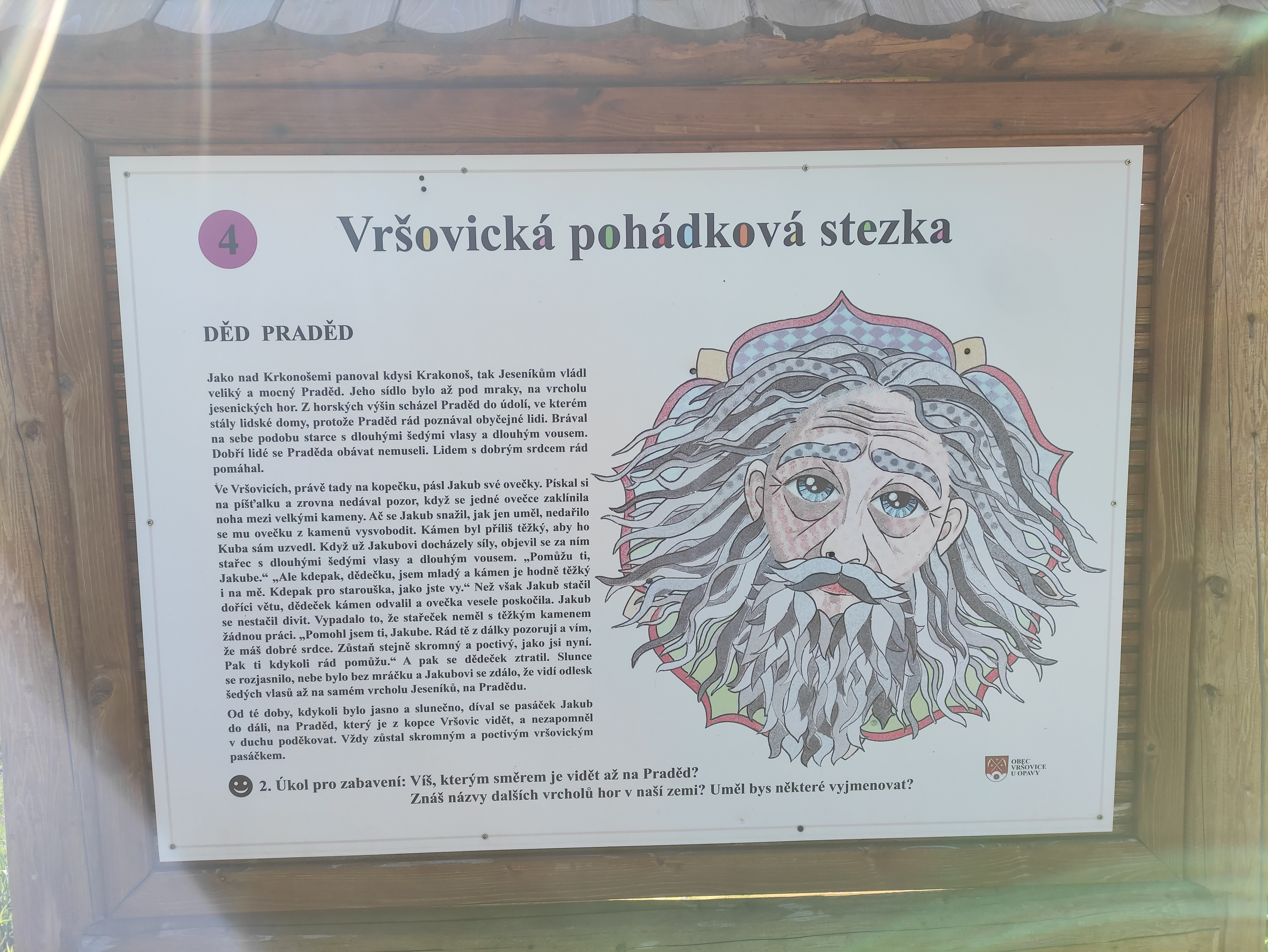
4. zastavení
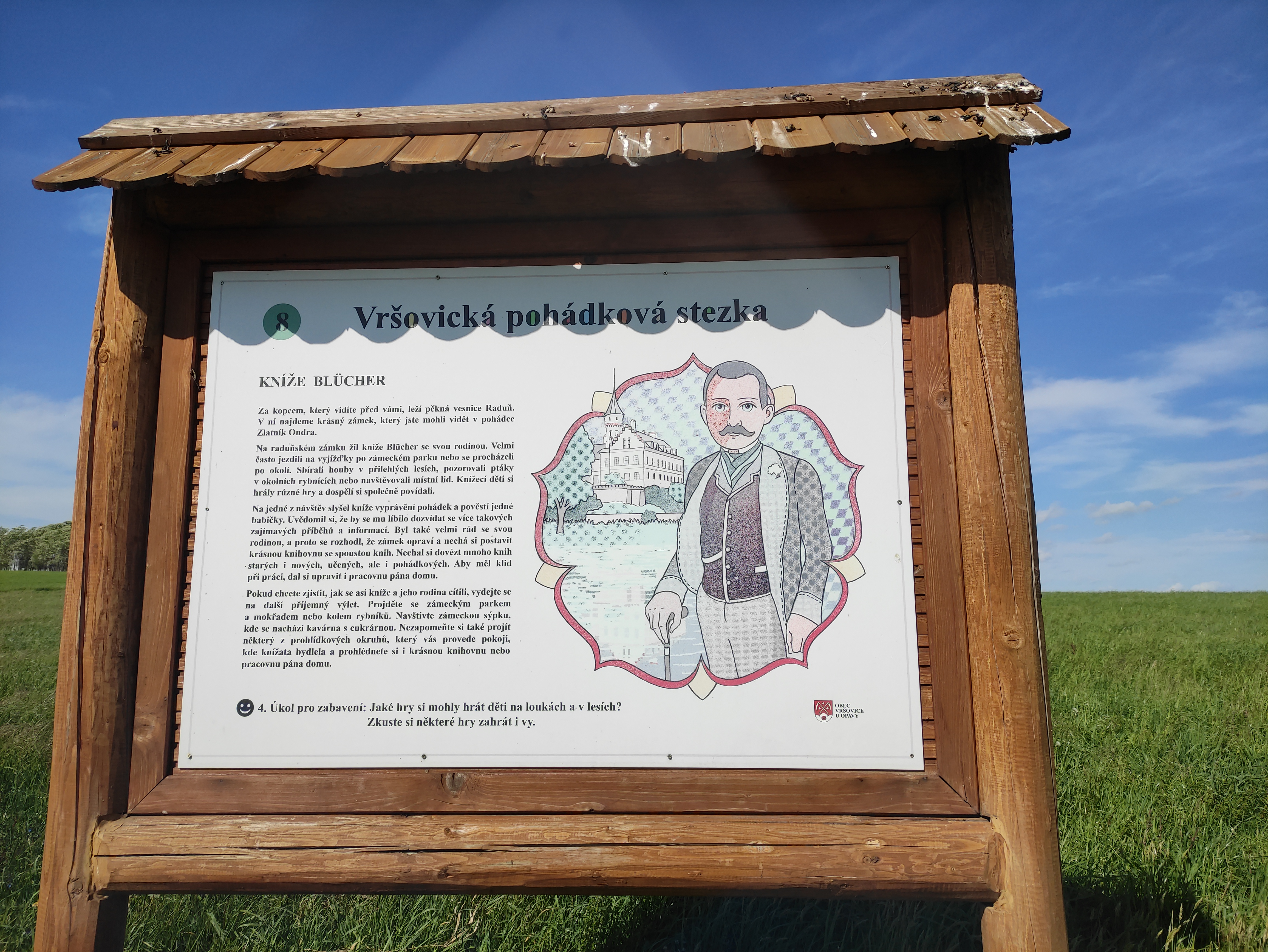
8. zastavení